# Struth-Helmershof

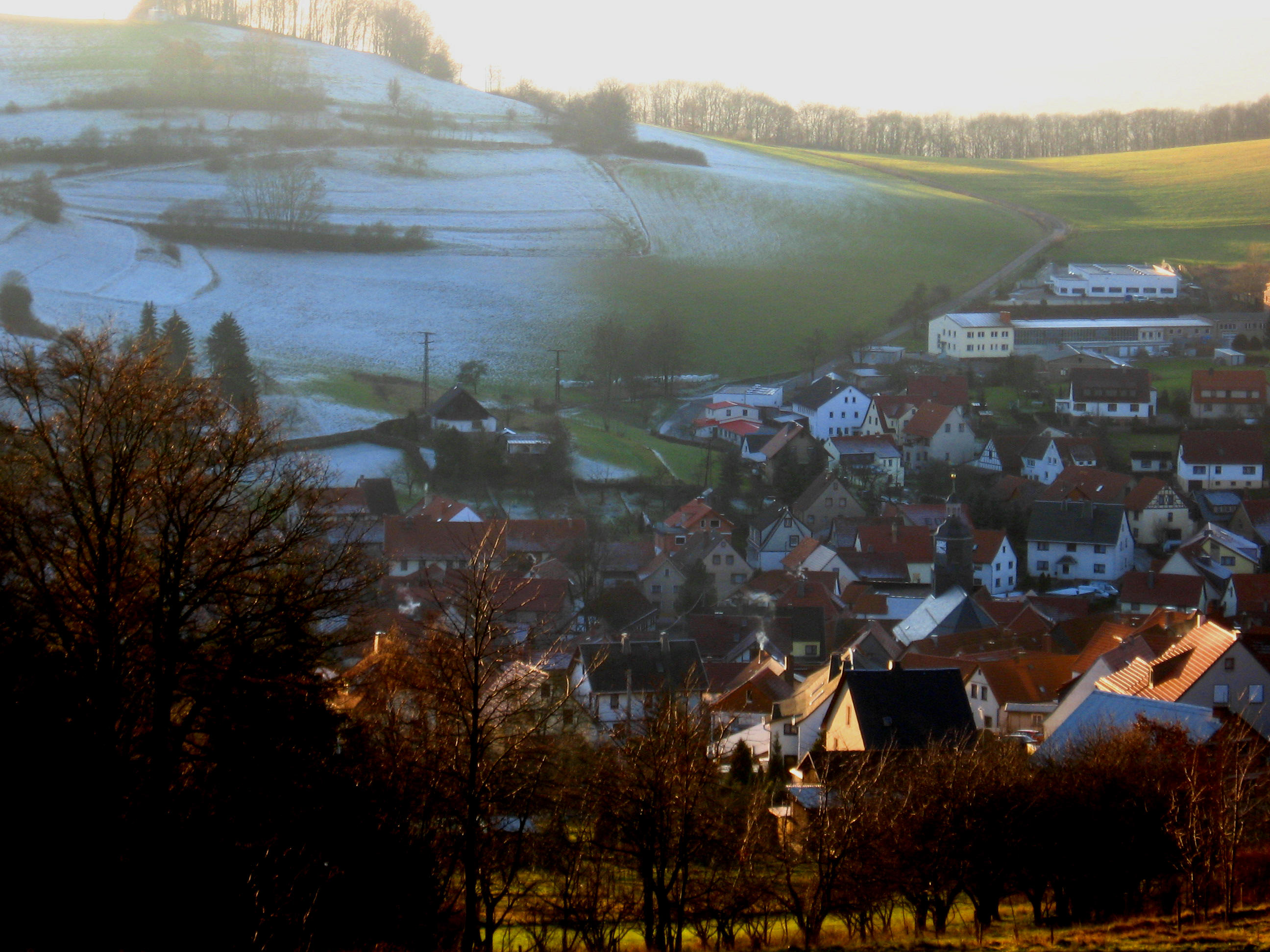
Der Ortsteil Struth-Helmershof

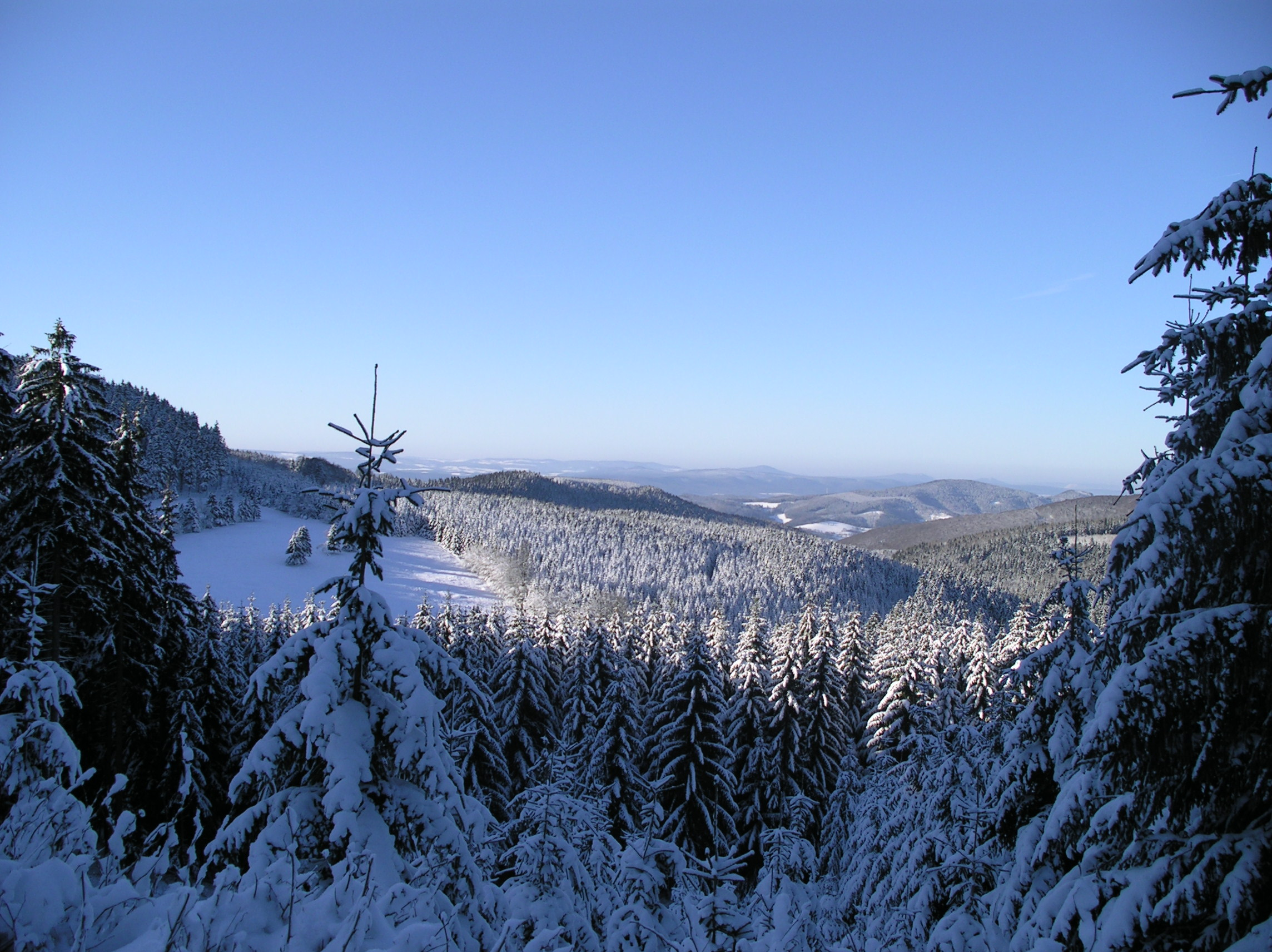
Verschneiter Winterwald oberhalb von Struth-Helmershof

Struth-Helmershof ist ein Ortsteil der Großgemeinde Floh-Seligenthal.

## Lage
Struth-Helmershof liegt im Norden des Landkreises Schmalkalden-Meiningen am Südwesthang des Thüringer Waldes in der Nähe des Rennsteiges.

## Geschichte
Struth wurde 1340 erstmals urkundlich erwähnt. In Struth hatten einst insbesondere die Forstwirtschaft und der Bergbau wirtschaftliche Bedeutung, nach dem Ausbau der Straße zwischen Schnellbach und Steinbach-Hallenberg und der Eisensteinstraße von Barchfeld nach Oberschönau wurde auch das Fuhrwesen zu einem wichtigen Wirtschaftszweig.
Der Helmershof war einst ein freiadeliges Hofgut in der Herrschaft Schmalkalden, um das sich ein kleines Dorf entwickelte und später in den Besitz der Stadt Schmalkalden kam, bevor es 1936 mit Struth zu Struth-Helmershof vereinigt wurde.
Die wirtschaftliche Struktur des Ortes ist heute industrieller Art. In den zwei Gewerbegebieten sind vorrangig Unternehmen des Werkzeugbaus sowie der Kunststoffverarbeitung angesiedelt. Das kulturelle Leben des Dorfes wird durch Fußball (SV 08 Thuringia Struth-Helmershof e. V.), Karneval und Kirmes bestimmt.

### Eingemeindung
Am 1. Januar 1996 wurde Struth-Helmershof nach Floh-Seligenthal eingemeindet.

## Sehenswürdigkeiten
- Die barocke Dorfkirche von Struth wurde in den Jahren 1765–1767 erbaut. Die Grundsteinlegung war am 14. August 1765. Der erste Gottesdienst konnte am 12. Sonntag nach Trinitatis im Jahr 1767 gehalten werden. Die Baukosten beliefen sich auf 5000 Reichstaler.[3] Im Jahre 1985 erhielt sie durch den Gothaer Orgelbauer Gerhard Böhm ein neues Instrument mit sechzehn Registern und zwei Manualen.
- Am Ortsausgang in Richtung Schmalkalden befindet sich das Heilige Kreuz, ein historisches Sühnekreuz.

## Persönlichkeiten
- Johann Michael Bach (* 9. November 1745 in Struth-Helmershof; † 13. Juni 1820 in Elberfeld), Kantor
- Carola Anding (* 29. Dezember 1960 in Struth-Helmershof), Skilangläuferin